# Niki Bakojani
Niki Bakojani, gr. Νίκη Μπακογιάννη, Níki̱ Bakogiánni̱ (ur. 9 czerwca 1968 w Lamii) – grecka lekkoatletka specjalizująca się w skoku wzwyż, trzykrotna uczestniczka letnich igrzysk olimpijskich (Barcelona 1992, Atlanta 1996, Sydney 2000), srebrna medalistka olimpijska z Atlanty w skoku wzwyż.

## Sukcesy sportowe
- dziesięciokrotna mistrzyni Grecji w skoku wzwyż – 1985, 1987, 1988, 1989, 1991, 1992, 1993, 1995, 1996, 1998[1]
- halowa mistrzyni Grecji w skoku wzwyż – 2004[2]

| Rok  | Miasto    | Zawody                      | Konkurencja | Wynik         |
| ---- | --------- | --------------------------- | ----------- | ------------- |
| 1986 | Ateny     | Mistrzostwa świata juniorów | skok wzwyż  | 5. miejsce    |
| 1987 | Latakia   | Igrzyska śródziemnomorskie  | skok wzwyż  | brązowy medal |
| 1989 | Haga      | Halowe mistrzostwa Europy   | skok wzwyż  | 5. miejsce    |
| 1990 | Glasgow   | Halowe mistrzostwa Europy   | skok wzwyż  | 8. miejsce    |
| 1991 | Ateny     | Igrzyska śródziemnomorskie  | skok wzwyż  | brązowy medal |
| 1992 | Genua     | Halowe mistrzostwa Europy   | skok wzwyż  | 5. miejsce    |
| 1996 | Sztokholm | Halowe mistrzostwa Europy   | skok wzwyż  | srebrny medal |
| 1996 | Atlanta   | Igrzyska olimpijskie        | skok wzwyż  | srebrny medal |
| 1997 | Bari      | Igrzyska śródziemnomorskie  | skok wzwyż  | srebrny medal |

## Rekordy życiowe
- skok wzwyż – 2,03 – Atlanta 03/08/1996 (rekord Grecji)
- skok wzwyż (hala) – 1,96 – Pireus 11/02/1996 (rekord Grecji)